# Scuola di Ulm

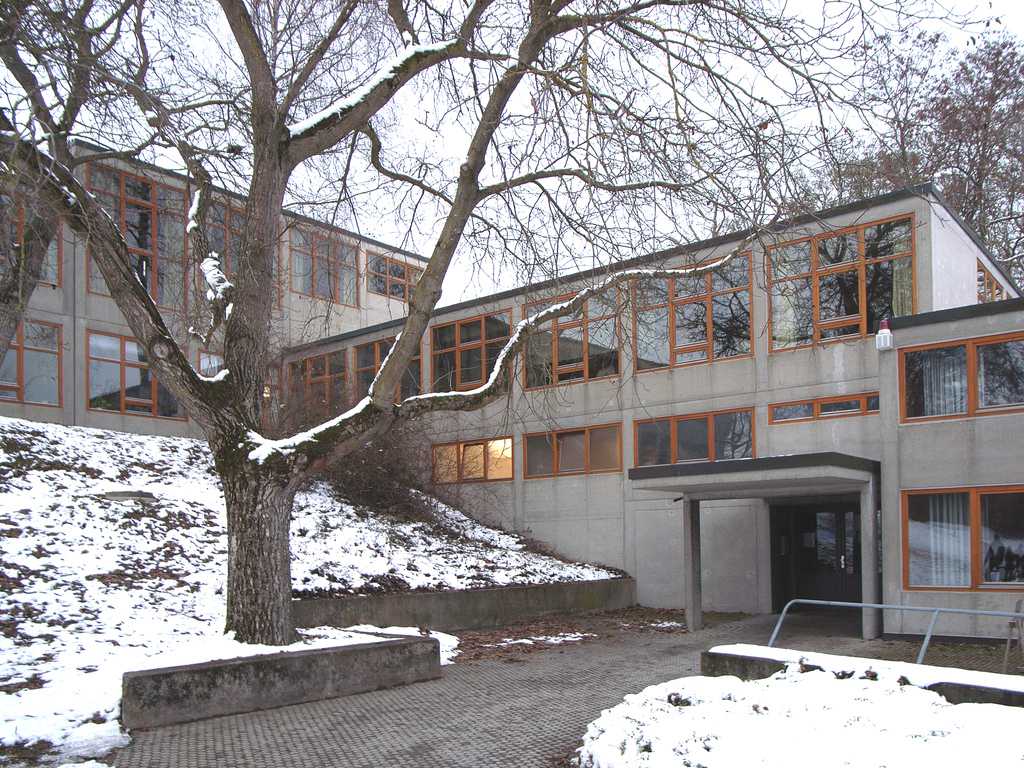
Facciata della scuola di design di Ulm (1953-1968).

La scuola di Ulm ("Hochschule für Gestaltung", ossia "scuola superiore di progettazione", di Ulm) è stata una scuola di progettazione grafica e di disegno industriale che ha raccolto nel secondo dopoguerra l'eredità delle scuole tedesche (Bauhaus) e sovietiche (Vchutemas), nate negli anni venti, con l'esigenza di dare un carattere scientifico e accademico alla professione di progettista.

## Storia
La scuola fu fondata nel 1953 da Inge Aicher-Scholl (sorella di Sophie Scholl e Hans Scholl), il marito Otl Aicher e Max Bill grazie a sovvenzioni statunitensi, e funzionò fino al 1968.
Inizialmente fu diretta da Max Bill, artista, architetto -  ingegnere  e  grafico, progettista della sede della scuola, ex allievo del Bauhaus e ancora legato allo spirito del funzionalismo. Nel 1956 Max Bill si dimise a causa di alcuni contrasti con altri professori della stessa scuola come Tomás Maldonado, Hans Gugelot e Otl Aicher. Max Bill intendeva contrastare lo Streamlining unendo arte e tecnica, secondo le indicazioni di Walter Gropius mentre Tomás Maldonado attraverso una metodologia meramente tecnico-scientifica. La direzione passò così a Tomás Maldonado, il cui obiettivo fu quello di sviluppare un'impostazione linguistico-informativa piuttosto che plastico-formalista: la scuola di Ulm, oltre a curare l'aspetto tecnico-scientifico del disegno, svolse infatti ricerca nel campo della comunicazione visuale e scritta. La scuola fu in seguito diretta dal critico Gert Kalow e poi dal grafico Otl Aicher.
La scuola ripropose la conciliazione di forma e prodotto del Bauhaus, arrivando a coinvolgere maggiormente la corporate image, ovvero coordinando il disegno del prodotto con l'immagine dell'azienda, senza prescindere dallo studio del marchio. La didattica prevedeva, oltre a laboratori incentrati sull'acquisizione di un sapere pratico, lezioni teoriche che fornissero agli allievi un bagaglio culturale adeguato. Tra le materie alcune erano del tutto nuove all'interno di una scuola del progetto, per esempio teoria dell'informazione, semiotica, ergonomia.
Maldonado, progettista architettonico-industriale ma soprattutto teorico e docente di semiotica e metodologia della progettazione, ma non  di egonomia  che fu a lungo direttore della scuola (rettore dal 1964 al 1966), riteneva che il mestiere del progettista fosse quello di un intellettuale tecnico che ha un importante ruolo sociale da cui derivano responsabilità nei confronti della collettività. Da cui la necessità di una forte impronta etica e di una base culturale ampia e solida capace di maggiore responsabilità nei confronti della tutela dell'ambiente e di una profonda critica contraria al nichilismo tecnocratico.